# Thimphu

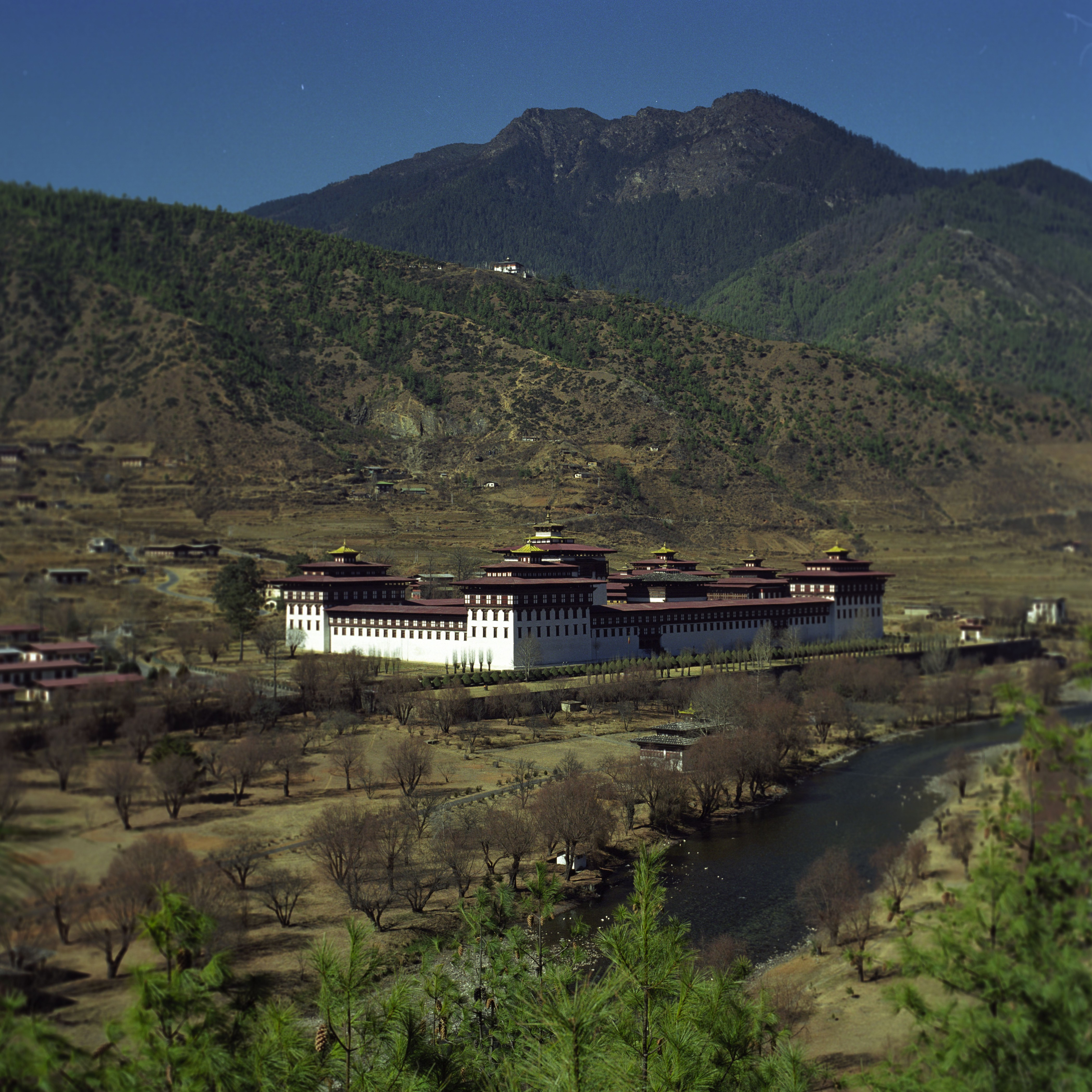
El Tashichoedzong, el palau del govern bhutanès, a Thimphu

Thimphu (en dzongkha ཐིམ་ཕུ་ [Thimphu]) és la capital de Bhutan, i també és el nom de la vall circumdant i del dzongkhag o districte homònim. Amb 50.000 habitants el 2003, és el nucli més poblat del país. Es troba a una altitud de 2.320 m.
Està situada a la part central occidental de Bhutan, i la vall circumdant és un dels dzongkhags de Bhutan, el districte de Thimphu. L'antiga capital de Punakha va ser substituïda per Thimphu com a capital el 1955, i el 1961 Thimphu va ser declarada capital del Regne de Bhutan pel tercer Druk Gyalpo Jigme Dorji Wangchuck.
Thimphu és la cinquena capital més alta del món per altitud i oscil·la entre 2.248 m i els 2.648 m. Inusualment per a una capital, Thimphu no té el seu propi aeroport, sinó que depèn de l’aeroport de Paro (connectat per carretera a uns 52 km de distància).
Thimphu, com a centre polític i econòmic de Bhutan, té una base agrícola i ramadera dominant, que contribueix al 45% del PNB del país. El turisme, encara que contribueix a l'economia, està estrictament regulat, mantenint un equilibri entre el tradicional, el desenvolupament i la modernització. Thimphu conté la majoria dels edificis polítics importants de Bhutan, inclosa l’Assemblea Nacional de la recentment formada democràcia parlamentària i el Palau Dechencholing, la residència oficial del rei, situat al nord de la ciutat. Thimphu està coordinat pel "Pla d'estructura de Thimphu, 2002-2027", un pla de desenvolupament urbà amb l'objectiu de protegir la fràgil ecologia de la vall. Part d'aquest desenvolupament es va dur a terme amb l'assistència financera del Banc Mundial i el Banc Asiàtic de Desenvolupament.
La cultura de Bhutan es reflecteix plenament a Thimphu en la literatura, la religió, els costums i el codi de vestimenta nacional, les pràctiques monàstiques dels monestirs, la música i la dansa i els mitjans de comunicació. Tshechu és un festival important quan els balls de màscares, coneguts popularment com a balls Cham, es realitzen als patis del Tashichho Dzong a Thimphu. És un festival de quatre dies que se celebra cada any al setembre o octubre, en dates corresponents al calendari bhutanès.

## Història

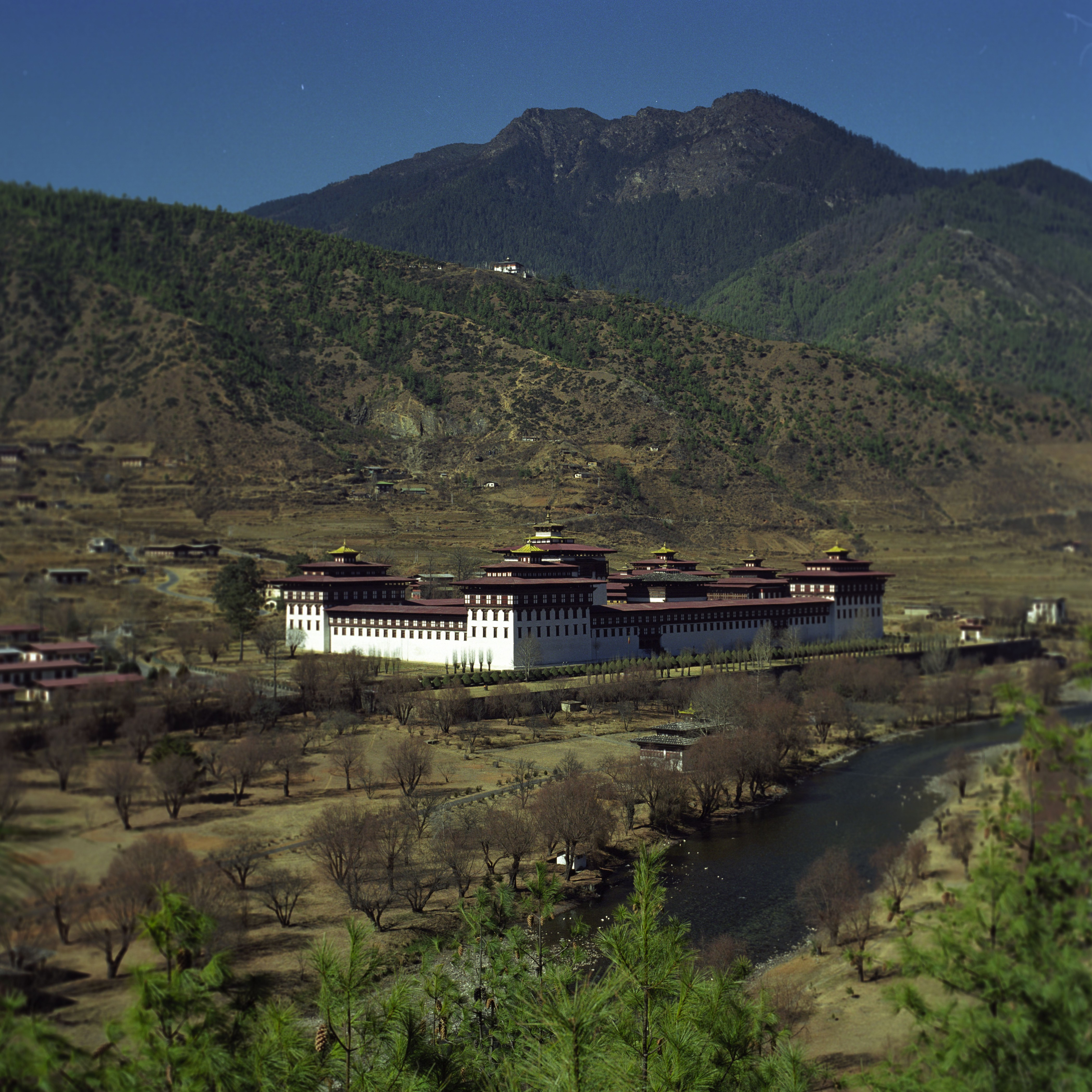
Vista de Tashichoedzong, Thimbu. El monestir -fortalesa del, situat a l'extrem nord de la ciutat, és la seu del govern de Bhutan des de 1952.

Abans de 1960, Thimphu constava d'un grup de llogarets escampats per la vall incloent Motithang, Changangkha, Changlimithang, Langchupakha i Taba, alguns dels quals constitueixen districtes de la ciutat actual. El 1885, es va celebrar una batalla al que ara és el camp esportiu de Changlimithang a Thimphu. La victòria decisiva va obrir el camí a Ugyen Wangchuck, el primer rei de Bhutan a controlar pràcticament tot el país. Des d'aleshores el poliesportiu ha tingut una importància cabdal per a la ciutat; hi tenen lloc partits de futbol, cricket i tir amb arc. El modern estadi Changlimithang es va construir al lloc l'any 1974. Sota la dinastia Wangchuck, el país va gaudir de pau i progrés sota els successius monarques reformistes. El tercer rei, Jigme Dorji Wangchuck, va reformar els antics sistemes pseudofeudals abolint la servitud, redistribuint la terra i reformant la fiscalitat. També va introduir moltes reformes executives, legislatives i judicials. Les reformes van continuar i el 1952 es va prendre la decisió de traslladar la capital de l'antiga capital de Punakha a Thimphu. El quart rei, Jigme Singye Wangchuck, va obrir el país al desenvolupament i l'Índia va donar l'impuls necessari en aquest procés amb ajuda financera i altres formes d'assistència. El 1961, Thimphu es va convertir oficialment en la capital de Bhutan.
Bhutan es va unir al Pla de Colombo el 1962, a la Unió Postal Universal el 1969 i es va convertir en membre de les Nacions Unides el 1971. La presència de missions diplomàtiques i organitzacions de finançament internacionals a Thimphu va donar lloc a una ràpida expansió de Thimphu com a metròpoli.

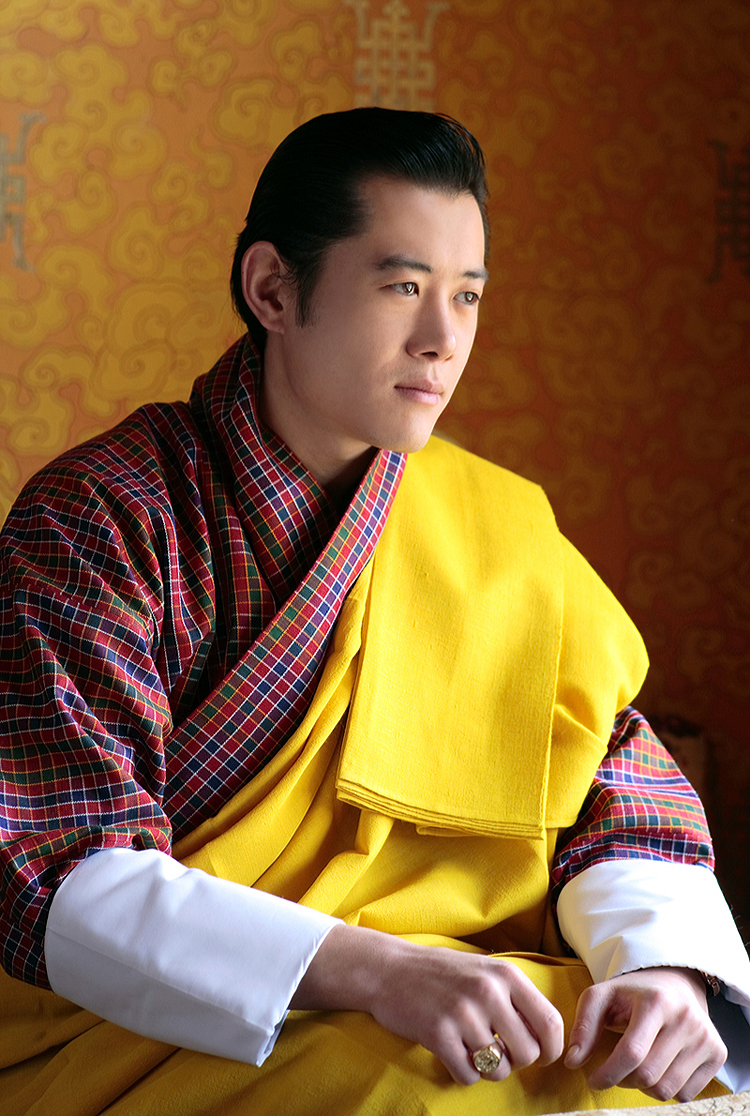
5è rei de la casa de Wangchuck de Bhutan - Jigme Khesar Namgyel Wangchuck.

El quart rei, que havia establert l'Assemblea Nacional el 1953, va transferir tots els poders executius a un consell de ministres elegit pel poble el 1998. Va introduir un sistema de vot de censura al rei, que va habilitar el parlament per destituir el monarca. El Comitè de Constitució Nacional de Thimphu va començar a redactar la Constitució del Regne de Bhutan l'any 2001. El 2005, el quart rei de Bhutan va anunciar la seva decisió de lliurar les regnes del seu regne al seu fill el príncep Jigme Khesar Namgyal Wangchuk. La coronació del rei es va celebrar a Thimphu al renovat estadi Changlimithang i va coincidir amb el centenari de l'establiment de la Casa de Wangchuck. El 2008, això va obrir el camí per a la transició d'un govern monàrquic absolut a una monarquia constitucional democràtica parlamentària, amb Thimphu com a seu del nou govern, amb l'objectiu definit nacional d'aconseguir la Felicitat Nacional Bruta (GNH) concomitant amb el creixement de Producte Nacional Brut (PNB).

## Geografia i clima

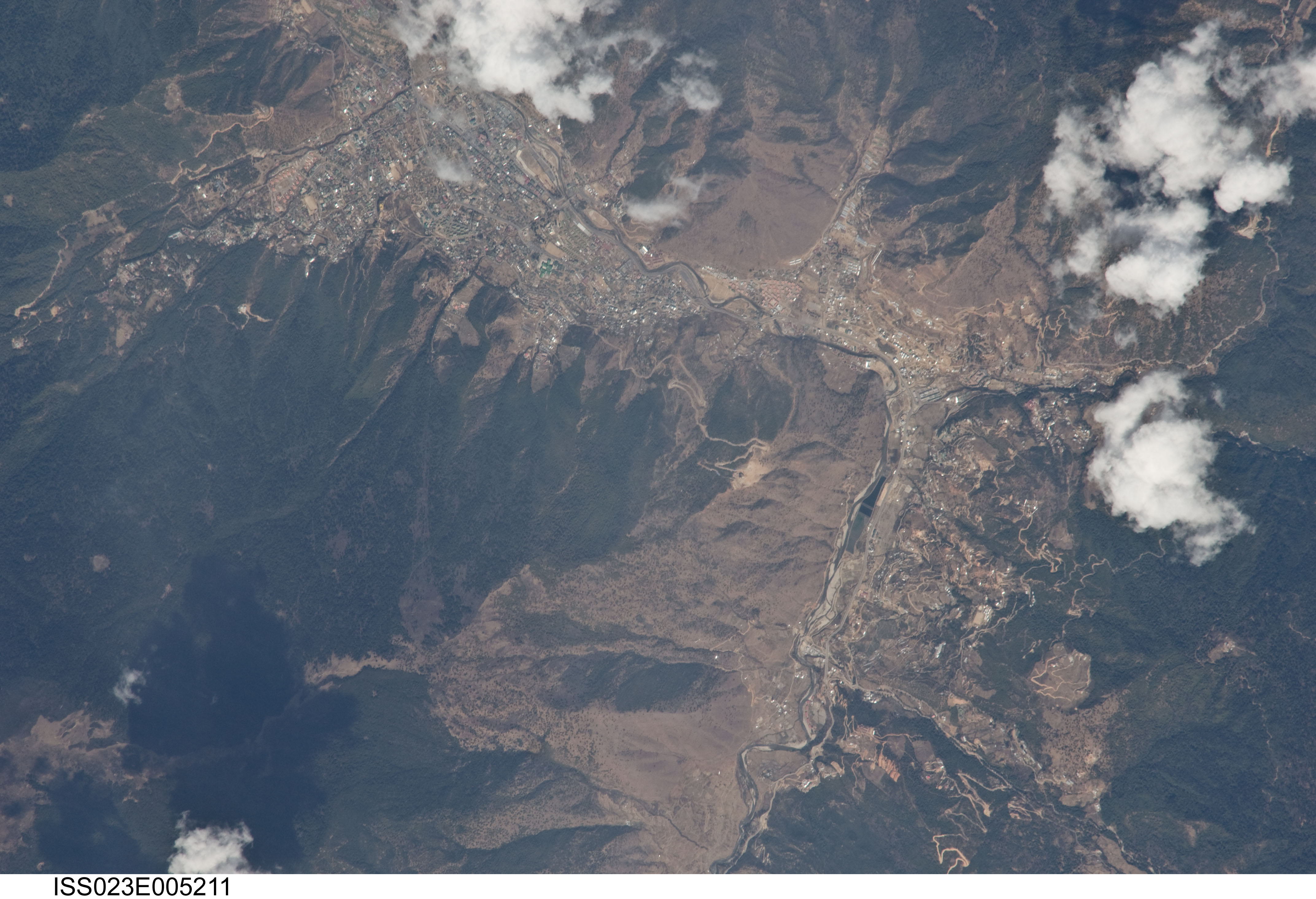
Vista de l'astronauta de Thimphu

Thimphu està situat a la vall estreta i lineal del riu Raidāk, que també es coneix com el riu Thimphu (Thimpu Chuu). Mentre que els turons circumdants es troben en un rang altitudinal de 2.000 i 3.800 m (clima temperat càlid entre 2.000 i 3.000 m i zona temperada freda entre 3.000 i 3.800 m), la ciutat mateixa té un rang d'altitud que varia entre 2.248 m i 2.648 m. Són aquestes dues variacions d'altitud i clima les que determinen les zones habitables i la tipologia de vegetació de la vall. La vall, però, és poc boscosa i s'estén cap al nord i l'oest. A l'extrem sud de la ciutat, el pont Lungten Zampa connecta les ribes est i oest del Wang Chuu que travessa el cor de la ciutat.
El riu Raidāk s'aixeca als camps de neu a una altitud d'uns 7000 m. Té molts afluents que flueixen dels cims de l'Himàlaia que en gran part dicten la topografia de la vall de Thimphu. La vall de Thimphu, així formada, està delimitada per una cresta oriental escarpada que s'aixeca des de la llera del riu i una formació de vall amb topografia gradualment inclinada, que s'estén des de Dechencholing i Simtokha, a la riba occidental del Raidāk. L'orientació nord-sud de les serralades de la vall significa que estan exposades als vents humits del monsó que engoleixen l'Himàlaia interior i les seves valls inferiors. No obstant això, els costats de sobrevent i sotavent de les serralades tenen patrons de vegetació diferents segons la incidència variable de les pluges en els dos costats. La vall de Thimphu, situada al costat de sotavent de les muntanyes, és relativament seca i conté un tipus de vegetació diferent en comparació amb el costat del vent. Per tant, la vegetació de coníferes de la vall s'atribueix a aquest fenomen. Punakha, l'antiga capital de Bhutan, es troba al costat del vent amb arbres de fulla ampla dominant la topografia.

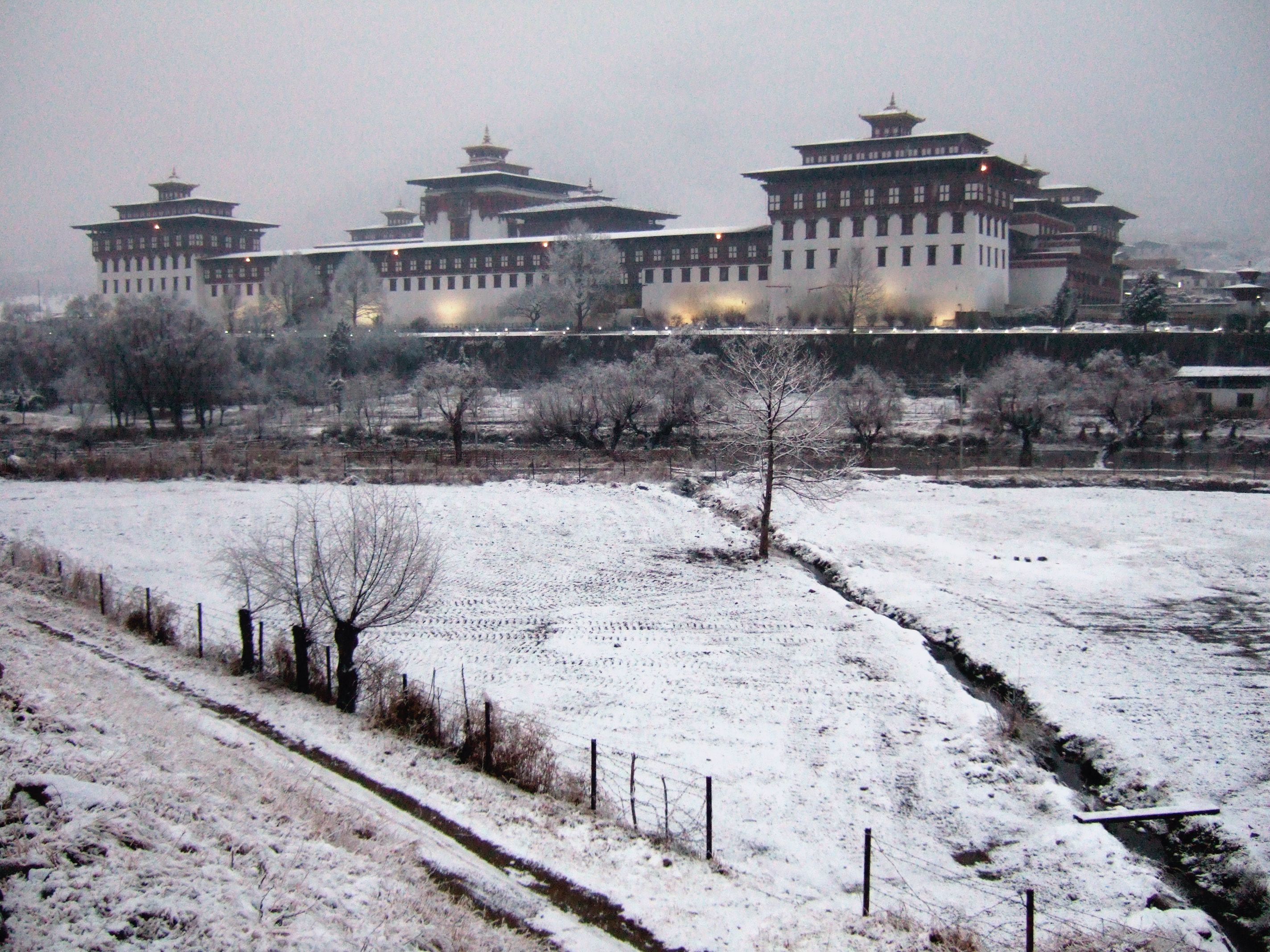
Vista nocturna de Tashichho Dzong durant la nevada.

La ciutat experimenta un clima subtropical de les terres altes influït pel monsó del sud-oest (Cwb). Les pluges monsòniques del sud-oest es produeixen entre mitjans d'abril i setembre. Els llamps i els trons sovint precedeixen les pluges a la regió amb núvols cumulonimbus i ruixats lleugers dominant el clima. Es produeixen pluges contínues durant diversos dies que provoquen esllavissades i bloquejos de carreteres. Els rierols i els rius s'inflen transportant grans quantitats de deixalles dels boscos. Els bassals profunds, el fang espès i les esllavissades de terra al llarg de les carreteres formen barreres per al transport. Vents freds, temperatures baixes a la nit i temperatures moderades durant el dia, nuvolositat, ruixats lleugers i nevades marquen el clima hivernal en aquesta zona. La boira provoca poca visibilitat, la qual cosa suposa una amenaça per al trànsit rodat a la ciutat. A mesura que s'acosta la primavera, el paisatge està marcat per vents violents i un cel relativament sec i clar.
La ciutat s'aixeca al vessant occidental de la vall del riu Wang Chhu, amb el barri governamental centrat entorn del Tashichoedzong. L'èxode rural ha comportat una ràpida expansió de la capital, amb noves construccions al centre urbà i un fort desenvolupament als suburbis. Norzin Lam, l'artèria principal, ha estat recentment revalorada amb botigues, restaurants, galeries comercials i edificis públics. Tota la trama urbana és una barreja de blocs de pisos, cases particulars i petits comerços familiars. Segons la legislació vigent, totes les noves construccions han de conservar l'estil tradicional amb motius i pintures budistes. Al mercat de cap de setmana de vora el riu, molt animat, s'hi poden trobar tota mena de productes de primera necessitat i records turístics. La major part de la poca indústria lleugera de la ciutat se situa al sud del pont principal. Thimphu compta amb un nombre cada vegada més gran de botigues i serveis que miren d'atendre les creixents necessitats locals. La ciutat és voltada de boscos, cosa que li dona un aspecte de ciutat verda. Amb ocasió de les celebracions, l'any 2008, del centenari de la monarquia i de la transició bhutanesa a la democràcia parlamentària, a Thimphu hi ha actualment un veritable boom urbanístic.
El Tashichoedzong, el monestir fortificat situat a l'extrem nord de la ciutat, construït al segle xvii, és la seu del govern bhutanès des del 1952. Altres llocs destacats són el chorten en memòria del rei Jigme Dorji Wangchuck, la Biblioteca Nacional, la gran estàtua de Buda del mont Kuensel Phodrang (es preveu que estarà acabada el 2008 i serà la més gran del món), l'edifici de Correus (on es pot adquirir una de les màximes fonts d'ingressos de Bhutan, els segells per a col·leccionistes) i la plaça de la Torre del Rellotge, amb el luxós hotel Druk. També hi ha diversos museus, com els dedicats al tèxtil o a les tradicions populars bhutaneses. A Thimphu hi ha la seu de la Universitat de Bhutan i diversos centres educatius més.
El servei de transport urbà disposa d'una xarxa d'autobusos que circulen durant tot el dia, i hi ha el projecte de construir un tramvia lleuger a les vores del riu. No hi ha semàfors, considerats massa impersonals, i el trànsit el regula la guàrdia urbana.

## Demografia
| 2005   | 2017    |
| 79.185 | 114.551 |

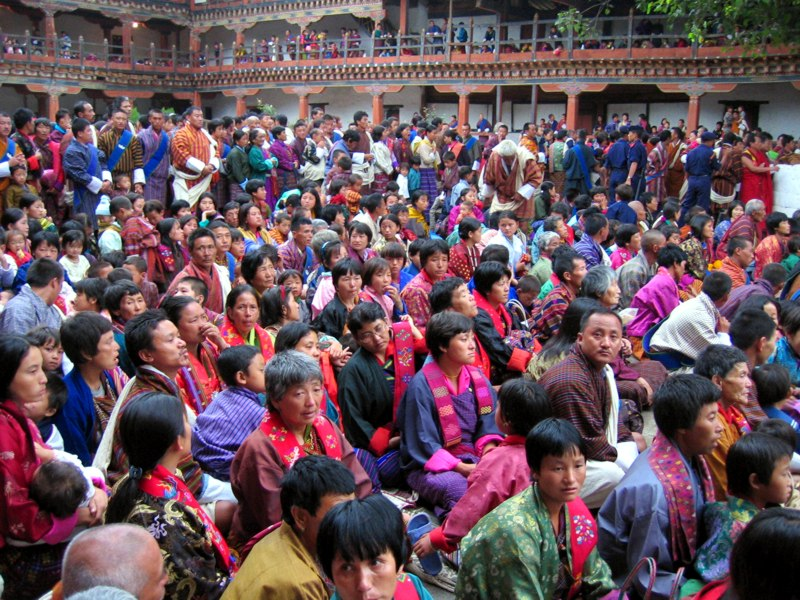
Poble bhutanès.

Segons el cens del 31 de maig de 2005, la població de la ciutat era de 79.185 habitants amb una densitat de 3.029 habitants/km², en una àrea de 1.843 km² a tot el districte. El 2011, la població de la ciutat era d'uns 91.000 habitants.

## Bibliografiа addicional
- Palin, Michael. Penguin. Himalaya, 2009. ISBN 978-0-7538-1990-6.
- Pommaret, Françoise. Odyssey Books and Guides. Bhutan Himalayan Mountains Kingdom (5th edition), 2006.
- Brown, Lindsey; Mayhew, Bradley; Armington, Stan; Whitecross, Richard. Penguin. Bhutan, 2009. ISBN 978-1-74059-529-2.
- Rose, Leo E. Cornell University Press. The Politics of Bhutan, 1977. ISBN 978-0-8014-0909-7.
- Phuntsho, Karma. Random House India. The History of Bhutan, 2013. ISBN 9788184003116.
- Worden, Robert L. «Bhutan». A: Library of Congress. Nepal and Bhutan: Country Studies, 1991.. Aquest article incorpora text d'aquesta font, que es troba en domini públic.
- Kinga, Sonam. Ministry of Education. Polity, Kingship, and Democracy: A biography of the Bhutaneae state, 2009. OCLC 477284586.